# Жан-Клод Дезір
Жан-Клод Дезір (фр. Jean-Claude Désir; нар. 8 червня 1946, Порт-о-Пренс, Гаїті) — гаїтянський футболіст, виступав на позиції півзахисника.

## Клубна кар'єра
Жан-Клод Дезір більшу частину клубної кар'єри провів на Гаїті. У 1967—1968 роках виступав за «Расінг Клюб Гаітьєн». Потім виїхав до США, де протягом 1968 року виступав у «Детройт К'югарс» у Північноамериканській футбольній лізі, де відзначився 1 голом. Того ж року повернувся на Гаїті, де до 1974 року захищав кольори місцевого «Оглі Нуар».

## Кар'єра в збірній
У складі національної збірної Гаїті виступав у 60-х та 70-х роках XX століття. Учасник кваліфікації чемпіонату світу 1970 року в Мексиці, однак тоді гаїтянці поступилися місцем у фінальній частині турніру збірній Сальвадору. У 1971 році разом зі збірної Гаїті став срібним призером Чемпіонату КОНКАКАФ.
Учасник кваліфікації до Мундіалю 1974 року, за підсумками якої гаїтянці кваліфікувалися до фінальної частини турніру. Перемога в кваліфікації чемпіонату світу 1974 року автоматично означала й перемогу в чемпіонаті КОНКАКАФ 1973 року, оскільки обидва турніри були об'єднані.
Під час чемпіонату світу 1974 року в ФРН Жан-Клод зіграв за збірну Гаїті у всіх трьох поєдинках групового етапу — проти Італії, Польщі та Аргентини.
Учасник кваліфікації чемпіонату світу 1978 року в Мексиці, однак збірна Гаїті поступилася путівкою до фінальної частини чемпіонату світу Мексиці. Посівши друге місце в кваліфікації, гаїтянці також стали віце-чемпіонами КОНКАКАФ.
Голи в збірній
| Голи Жан-Клод Дезіра в національній збірній | Голи Жан-Клод Дезіра в національній збірній | Голи Жан-Клод Дезіра в національній збірній       | Голи Жан-Клод Дезіра в національній збірній | Голи Жан-Клод Дезіра в національній збірній | Голи Жан-Клод Дезіра в національній збірній | Голи Жан-Клод Дезіра в національній збірній |
|                                             | Дата                                        | Місце                                             | Суперник                                    | Рахунок                                     | Результат                                   | Змагання                                    |
| ------------------------------------------- | ------------------------------------------- | ------------------------------------------------- | ------------------------------------------- | ------------------------------------------- | ------------------------------------------- | ------------------------------------------- |
| 1.                                          | 8 грудня 1968                               | Стад Сильвіо Катор, Порт-о-Пренс (Гаїті)          | Гватемала                                   | 1-0                                         | 2-0                                         | квал. ЧС 1970                               |
| 2.                                          | 28 вересня 1969                             | Естадіо Хорхе Гонсалес, Сан-Сальвадор (Сальвадор) | Сальвадор                                   | 0-2                                         | 0-3                                         | квал. ЧС 1970                               |
| 3.                                          | 31 жовтня 1971                              | Фор-де-Франс (Мартиніка)                          | Мартиніка                                   |                                             | 2-2                                         | Товариський матч                            |
| 4.                                          | 1 грудня 1971                               | Порт-оф-Спейн (Тринідад і Тобаго)                 | Гондурас                                    |                                             | 3-1                                         | Чемп. КОНКАКАФ 1971                         |
| 5.                                          | 15 квітня 1972                              | Стад Сильвіо Катор, Порт-о-Пренс (Гаїті)          | Пуерто-Рико                                 | 2-0                                         | 7-0                                         | квал. ЧС 1974                               |
| 6.                                          | 23 квітня 1972                              | Естадіо Сиксто Ескобар, Сан-Хуан (Пуерто-Рико)    | Пуерто-Рико                                 | 0-2                                         | 0-5                                         | квал. ЧС 1974                               |
| 7.                                          | 29 травня 1973                              | Стад Сильвіо Катор, Порт-о-Пренс (Гаїті)          | Колумбія                                    | 1-0                                         | 2-1                                         | Товариський матч                            |
| 8.                                          | 29 травня 1973                              | Стад Сильвіо Катор, Порт-о-Пренс (Гаїті)          | Колумбія                                    | 2-1                                         | 2-1                                         | Товариський матч                            |
| 9.                                          | 1 грудня 1973                               | Стад Сильвіо Катор, Порт-о-Пренс (Гаїті)          | Нідерландські Антильські острови            | 2-0                                         | 3-0                                         | квал. ЧС 1974                               |
| 10.                                         | 29 грудня 1976                              | Естадіо Роммель Фернандес, Панама (Панама)        | Куба                                        | 0-2                                         | 0-2                                         | квал. ЧС 1978                               |

## Досягнення
- Чемпіонат націй КОНКАКАФ
  -  Чемпіон (1): 1973
  -   Срібний призер (2): 1971, 1977